# میشل مورگان
میشل مورگان (فرانسوی: Michèle Morgan‎؛ زادهٔ ۲۹ فوریهٔ ۱۹۲۰ – درگذشتهٔ ۲۰ دسامبر ۲۰۱۶) هنرپیشه اهل فرانسه بود. او سه دهه در سینمای فرانسه و آمریکا درخشید و نخستین هنرپیشه‌ای بود که جایزه بهترین بازیگر زن جشنواره فیلم کن را در سال آغازین اهدایش (۱۹۴۶) از آن خود کرد. مورگان همچنین در سال ۱۹۹۲ به پاس نقش‌آفرینی‌هایش در سینمای فرانسه جایزه سزار گرفت. از مهمترین فیلم‌هایی که در آنها نقش داشته می‌توان سمفونی پاستورال و بت سقوط‌کرده را نام برد.
میشل مورگان در ۲۰ دسامبر ۲۰۱۶ در سن ۹۶ سالگی درگذشت.

## جوایز
وی برنده جوایزی همچون لژیون دونور شده‌است.

## فیلم‌شناسی
- بت سقوط‌کرده (۱۹۴۷)
- حال همه خوب است (۱۹۹۰)